# Evangelička Crkva
Evangelička Crkva protestantska je Crkva, koji slijedi izravno iz reformacijskog pokreta kojeg je pokrenuo Martin Luther.
U širem smislu, pojam Evangelička crkva znači druge crkve koje proizlaze iz Reformacije u 16. stoljeću, posebno u Crkvi, koja se temelje na učenjima Ulricha Zwinglija i Jeana Calvina – koji se nazivaju Evangelička crkva helvetski religije, Calvinist Crkva ili reformiranih crkava.
Identitet snažno je usmjeren na ekumensko zajedništvo Crkve i nasljedovanje dobre vijesti o Božjoj milosti. 
U pogledu konfesionalnih specifičnosti i liberalnijeg/umjerenijeg teološkog usmjerenja, luterani su prema vjerovanjima vrlo bliski reformiranim-prezbiterijanskim (kalvinističkim), anglikanskim i metodističkim protestantima, a različiti u odnosu na katolike i pravoslavce te razne anabaptističke i ostale evangelikalne i fudamentalističke sljedbe.
Sljedbenike Evangeličke Crkve nazivamo evangelicima. Ne treba ih miješati s evangelikalcima, članovima modernog protestantskog pokreta zvanog evangelikalizam koji ima značajnu prisutnost u SAD-u.

## Evanđeoska doktrina
Evanđeoski teološki nauk Luthera temelji se na četiri glavne stavke:
- 'Sola fide'  – Samo je vjera označava osobu zaraditi spasenje samo po religije, ali ne i djelima.
- 'Sola gratia'  – sama po sebi (Božja) milost znači da je potrebno samo za spas Božja milost, a ne određenom molitvom ili oprostom.
- 'Solus Christus'  – Samo je Krist++ znači da je vrhovni autoritet svih vjernika Krist, a ne crkva ili papa.
- 'Sola Scriptura'  – samo Biblija znači da je temelj vjere samo ono što je zapisano u Bibliji, a ne tradiciji, koja je formirana u Rimokatoličkoj Crkvi.

## Vanjske poveznice
- Službena stranica Evangeličke crkve u Hrvatskoj
- Evangelička metodistička crkva u Hrvatskoj (metodisti.hr)